# أسماك عرفية
أسماك عُرْفُية (الاسم العلمي: Caristiidae)، فصيلة أسماك من الفرخيات. أنواعه 19 ضمن أربعة أجناس. وهي أسماك قاعية تتعذى على السحاريات.